# Zyprischer Fußballpokal 1999/2000
Der Zyprische Fußballpokal 1999/2000 war die 58. Austragung des zyprischen Pokalwettbewerbs. Er wurde vom zyprischen Fußballverband ausgetragen. Das Finale fand am 13. Mai 2000 im GSP-Stadion von Nikosia statt.
Pokalsieger wurde Omonia Nikosia. Das Team setzte sich im Finale gegen Titelverteidiger APOEL Nikosia durch. Omonia qualifizierte sich durch den Sieg für den UEFA-Pokal 2000/01.

## Modus
Die Begegnungen der Vorrunde und der 1. Runde wurden in einem Spiel ausgetragen. Bei unentschiedenem Ausgang wurde das Spiel um zweimal 15 Minuten verlängert. Stand danach kein Sieger fest, folgte ein Wiederholungsspiel auf des Gegners Platz. Endete auch dies unentschieden, gab es eine Verlängerung und gegebenenfalls ein Elfmeterschießen.
Von der 2. Runde bis zum Halbfinale wurden alle Begegnungen in Hin- und Rückspiel ausgetragen. Bei Torgleichheit entschied zunächst die Anzahl der auswärts erzielten Tore, danach eine Verlängerung und schließlich das Elfmeterschießen.

## Teilnehmer
| First Division (14) | Second Division (14) | Third Division (14) | Fourth Division (8) |
| --- | --- | --- | --- |
| - AEK Larnaka - AEL Limassol - Alki Larnaka - Anagennisi Deryneia - Anorthosis Famagusta - APOEL Nikosia - Apollon Limassol - APOP Paphos - Enosis Neon Paralimni - Ethnikos Achnas - Ethnikos Assia - Nea Salamis Famagusta - Olympiakos Nikosia - Omonia Nikosia | - AEK/Achilleas Agios Theraponta - AEZ Zakakiou - Anagennisi Germasogeias - APEP Pitsilia - Aris Limassol - Chalkanoras Idaliou - Digenis Akritas Morphou - Doxa Katokopia - Ermis Aradippou - Evagoras Paphos - Iraklis Gerolakkou - Omonia Aradippou - Onisilos Sotira - PAEEK Kyrenia | - Achyronas Liopetriou - Adonis Idaliou - Akritas Chlorakas - AO Agia Napa - ASIL Lysi - Doxa Paliometochou - Ellinismos Akakiou - Enosis Kokkinotrimithia - Ethnikos Latsion - Enosis Neon THOI Lakatamia - Kinyras Empas - Othellos Athienou - Rotsidis Mammari - SEK Agiou Athanasiou | - AEK Kythreas - AMEP Parekklisia - Apollon Lympion - ATE PEK Ergaton - Elia Lythrodonta - MEAP Nisou - PEFO Olympiakos Limasol - THOI Avgorou |

## Vorrunde
In dieser Runde traten alle 14 Teams der Second Division, alle 14 Teams der Third Division und 8 Teams der Fourth Division an.
|                                | Ergebnis  |                            |
| ------------------------------ | --------- | -------------------------- |
| AO Agia Napa                   | 2:1       | ATE PEK Ergaton            |
| Achyronas Liopetriou           | 2:2       | AEK Kythreas               |
| AEK/Achilleas Agios Theraponta | 6:1       | Anagennisi Germasogeias    |
| Akritas Chlorakas              | 2:0       | SEK Agiou Athanasiou       |
| Apollon Lympion                | 0:5       | Evagoras Paphos            |
| Aris Limassol                  | 7:1       | THOI Avgorou               |
| Digenis Akritas Morphou        | 8:1       | Othellos Athienou          |
| Doxa Katokopia                 | 3:1       | Adonis Idaliou             |
| Enosis Kokkinotrimithia        | 0:3       | AEZ Zakakiou               |
| Ermis Aradippou                | 3:0       | Ellinismos Akakiou         |
| Ethnikos Latsion               | 1:2       | AMEP Parekklisia           |
| Iraklis Gerolakkou             | 1:0       | Enosis Neon THOI Lakatamia |
| Kinyras Empas                  | 5:1       | Rotsidis Mammari           |
| MEAP Nisou                     | 2:1       | Chalkanoras Idaliou        |
| Omonia Aradippou               | 1:2       | APEP Pitsilia              |
| Onisilos Sotira                | 9:0       | Doxa Paliometochou         |
| PAEEK Kyrenia                  | 1:2 n. V. | ASIL Lysi                  |
| PEFO Olympiakos Limasol        | 4:1       | Elia Lythrodonta           |

### Wiederholungsspiel
|              | Ergebnis |                      |
| ------------ | -------- | -------------------- |
| AEZ Zakakiou | 0:1      | Achyronas Liopetriou |

## 1. Runde
Alle 14 Vereine der First Division stiegen in dieser Runde ein.
|                         | Ergebnis |                                |
| ----------------------- | -------- | ------------------------------ |
| AEZ Zakakiou            | 2:1      | Anagennisi Deryneia            |
| Akritas Chlorakas       | 0:4      | Olympiakos Nikosia             |
| APEP Pitsilia           | 2:4      | Ethnikos Assia                 |
| APOP Paphos             | 1:0      | Achyronas Liopetriou           |
| ASIL Lysi               | 0:3      | APOEL Nikosia                  |
| Enosis Neon Paralimni   | 3:0      | AO Agia Napa                   |
| Ermis Aradippou         | 0:5      | Anorthosis Famagusta           |
| Ethnikos Achnas         | 2:0      | Doxa Katokopia                 |
| Evagoras Paphos         | 1:3      | Aris Limassol                  |
| Iraklis Gerolakkou      | 1:3      | Alki Larnaka                   |
| Kinyras Empas           | 0:3      | AEK Larnaka                    |
| MEAP Nisou              | 1:3      | AEL Limassol                   |
| Nea Salamis Famagusta   | 3:1      | Digenis Akritas Morphou        |
| Omonia Nikosia          | 6:0      | AMEP Parekklisia               |
| Onisilos Sotira         | 2:1      | AEK/Achilleas Agios Theraponta |
| PEFO Olympiakos Limasol | 0:8      | Apollon Limassol               |

## 2. Runde
|                      | Gesamt    |                       | Hinspiel | Rückspiel |
| -------------------- | --------- | --------------------- | -------- | --------- |
| AEK Larnaka          | 2:1       | Nea Salamis Famagusta | 2:0      | 0:1       |
| Alki Larnaka         | 2:3       | Ethnikos Achnas       | 1:1      | 1:2       |
| Anorthosis Famagusta | 8:1       | Enosis Neon Paralimni | 3:0      | 5:1       |
| Apollon Limassol     | 5:6       | APOEL Nikosia         | 2:4      | 3:2       |
| Aris Limassol        | 2:5       | Ethnikos Assia        | 1:3      | 1:2       |
| Olympiakos Nikosia   | (a)1:1(a) | AEL Limassol          | 1:1      | 0:0       |
| Omonia Nikosia       | 7:0       | AEZ Zakakiou          | 3:0      | 4:0       |
| Onisilos Sotira      | 2:5       | APOP Paphos           | 1:1      | 1:4       |

## Viertelfinale
|                 | Gesamt |                      | Hinspiel | Rückspiel |
| --------------- | ------ | -------------------- | -------- | --------- |
| AEK Larnaka     | 4:1    | Ethnikos Assia       | 2:0      | 2:1       |
| APOEL Nikosia   | 9:1    | APOP Paphos          | 3:0      | 6:1       |
| Ethnikos Achnas | 1:5    | AEL Limassol         | 1:2      | 0:3       |
| Omonia Nikosia  | 2:0    | Anorthosis Famagusta | 2:0      | 0:0       |

## Halbfinale
|                | Gesamt |              | Hinspiel | Rückspiel |
| -------------- | ------ | ------------ | -------- | --------- |
| APOEL Nikosia  | 2:0    | AEK Larnaka  | 0:0      | 2:0       |
| Omonia Nikosia | 7:1    | AEL Limassol | 3:0      | 4:1       |

## Finale
| Paarung        | Omonia Nikosia – APOEL Nikosia |
| Ergebnis       | 4:2 (2:0) |
| Datum          | 13. Mai 2000 |
| Stadion        | GSP-Stadion, Nikosia |
| Zuschauer      | 22.225 |
| Schiedsrichter | Louis Loizou |
| Tore           | 1:0 Vesko Mihajlović (36.) 2:0 Rainer Rauffmann (43.) 3:0 Rainer Rauffmann (62.) 3:1 Yiasoumis Yiasoumi (64., Foulelfmeter) 3:2 Roman Oreschtschuk (85.) 4:2 Vesko Mihajlović (88., Foulelfmeter) |
| Omonia Nikosia | Tasos Yiallouris – Ioakim Ioakim, Nicolas Georgiou, Petros Konnafis (82. Sakis Andreou), Dusan Tittel – Charis Nicolaou (90. Nikos Nicolaou), Yiotis Panayiotou, Costas Kaiafas (80. Kostas Kalotheou), Rainer Rauffmann – Vesko Mihajlovic, Costas Malekkos Cheftrainer: Jontscho Arsow ( Bulgarien) |
| APOEL Nikosia  | Andros Petrides – Nikolaou Antonis (46. Konstantinos Charalambidis), Giorgos Aloneftis, Georgios Christodoulou, Angelos Misos, Aristos Aristokleous, Marinos Satsias, Petros Petrou, Yiasoumis Yiasoumi, Marcello Veridiano (63. Roman Oreshchuk), Yiannos Ioannou (46. Loukas Chatziloukas)          |